# Lipina (zaniklá ves)
Lipina byla středověká ves v okrese Vyškov v Jihomoravském kraji. Nacházela se na rozhraní katastrálních území Lhoty a Opatovic u Vyškova, přibližně 0,7 km jižně-jihovýchodně od středu Lhoty a 0,6 km severně od středu Opatovic. Ležela v oblasti Drahanské vrchoviny, přibližně 8 km severozápadně od města Vyškov.

## Historie
Ves vznikla pravděpodobně ve 13. století. První písemná zmínka o Lipině pochází z roku 1379. Další písemné záznamy o vsi jsou z let 1381, 1437 a 1466. Lipina zanikla pravděpodobně na přelomu 15. a 16. století. Přesné důvody opuštění vesnice nejsou známy, ale mohly souviset s nepříznivými klimatickými změnami nebo ekonomickými faktory té doby.

## Současný stav a památková ochrana
V současnosti je místo po zaniklé vsi Lipina silně rozoráno moderním zemědělstvím, což značně ztěžuje jakékoliv další archeologické práce a výzkumy. Přesto zůstává Lipina důležitým archeologickým nalezištěm pro studium středověkého osídlení v oblasti Drahanské vrchoviny. Lokalita je vedena jako Území s archeologickými nálezy (ÚAN I) s pořadovým číslem 24-41-10/11. V souladu s § 22 odst. 2) zákona 20/1987 Sb. o státní památkové péči je nutné oznámit Archeologickému ústavu AV ČR záměr provádět v tomto území stavební činnost nebo jinou činnost, při níž mohou být ohroženy archeologické nálezy.